# Sophia Maurus
Sophia Maurus (* 30. November 2001) ist eine ehemalige deutsche Nordische Kombiniererin.

## Werdegang

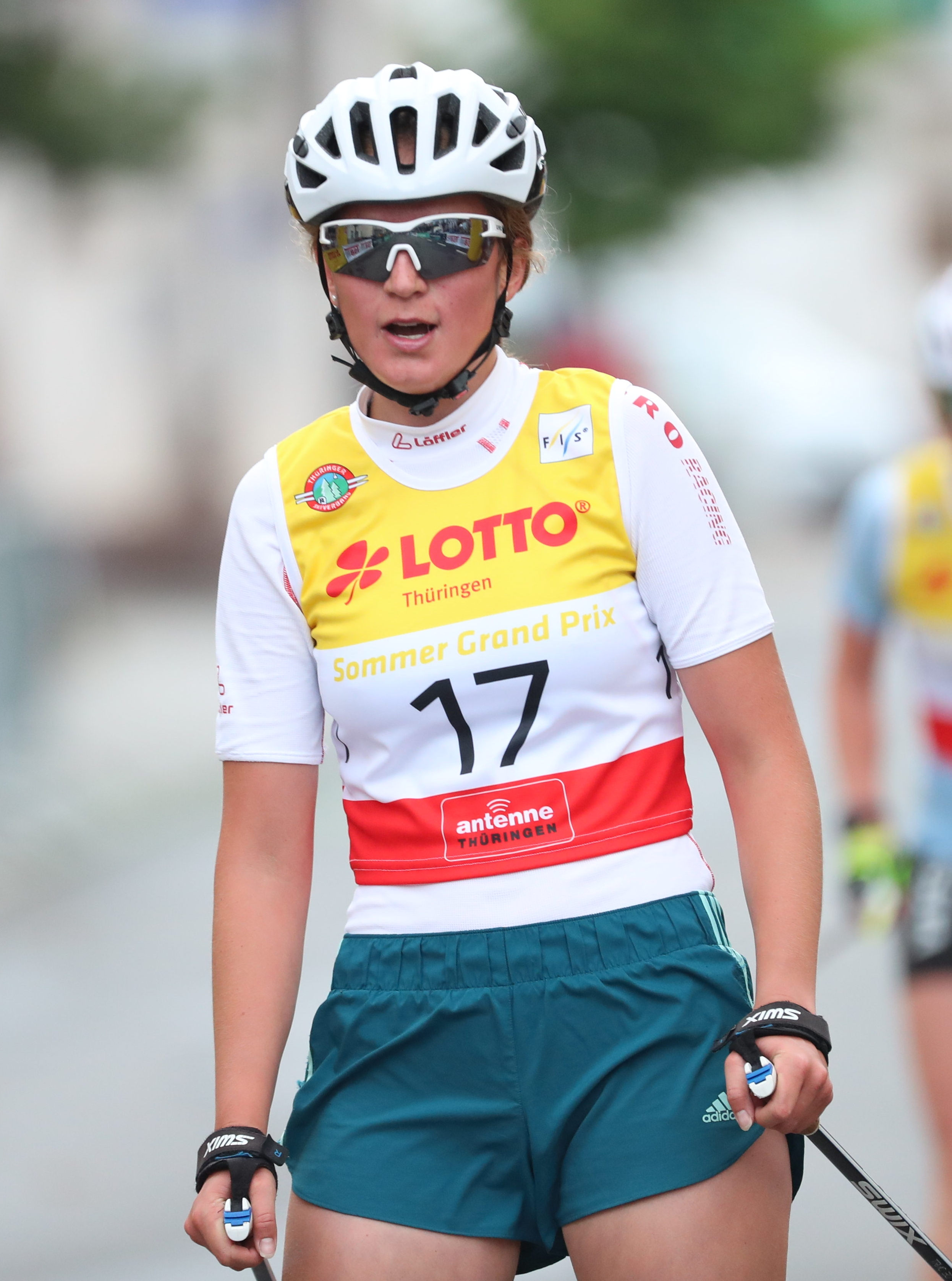
Maurus beim Sommer Grand Prix 2021 in Oberhof

Maurus, die aus Weitnau stammt und für den TSV Buchenberg startet, gab ihr internationales Debüt am 29. August 2014 im Rahmen des Schüler-Grand-Prix in Oberstdorf. Rund anderthalb Jahre später nahm sie erstmals an den Nordischen Skispielen der OPA 2016 in Tarvisio und Villach teil, wo sie als Vierte im Einzelwettbewerb die Medaillenränge knapp verpasste, wohingegen sie mit dem Team Silber gewann. In den folgenden Jahren trat sie regelmäßig bei Wettkämpfen des Youth Cup und des Alpencups an. Da die Sprungdurchgänge im Alpencup in denjenigen des Spezialspringens integriert sind, nahm Maurus häufig auch am Skisprung-Alpencup teil. Am 20. Januar 2018 partizipierte Maurus beim ersten Wettkampf des neu geschaffenen Continental Cup der Damen im norwegischen Rena. Nach insgesamt vier Teilnahmen, bei denen sie sich immer unter den Besten zehn platzieren konnte, schloss Maurus die Saison 2017/18 auf dem fünften Platz in der Continental-Cup-Gesamtwertung ab.
Nachdem Maurus auch im Grand Prix 2018 Fünte der Gesamtwertung wurde, startete sie mit zwei sechsten Plätzen in die Continental-Cup-Saison 2018/19. Bei den folgenden Wettkämpfen konnte sie daran jedoch nicht anknüpfen, sodass sie unter anderem auch bei der ersten offiziellen Austragung eines Juniorinnenwettbewerbs bei den Nordischen Junioren-Skiweltmeisterschaften 2019 in Lahti mit dem 22. Platz nur die hinteren Ränge erreichte. Auch im
darauffolgenden Winter kämpfte Maurus besonders im Langlauf mit ihrer Form, sodass sie keinen Anschluss an die besten Athletinnen fand. Bei den Nordischen Junioren-Skiweltmeisterschaften 2020 in Oberwiesenthal belegte sie im Einzel Rang 17, womit sie lediglich viertbeste Deutsche wurde. Die Saison beendete sie auf dem 24. Platz in der Continental-Cup-Gesamtwertung.
Nachdem im Sommer 2020 aufgrund der COVID-19-Pandemie erst Mitte Oktober zwei internationale Wettkämpfe im Rahmen des Alpencups abgehalten worden waren und Maurus dabei als Sechste und Elfte eine passable Leistung gezeigt hatte, nahm sie an den erstmals ausgetragenen deutschen Meisterschaften in Oberstdorf teil. Dabei verpasste sie als Fünfte die Medaillenränge, doch gelang ihr bei den ortsgleich stattfindenden Skisprung-Meisterschaften gemeinsam mit Katharina Althaus der Gewinn der Bronzemedaille im Team. Am 18. Dezember 2020 nahm sie am historisch ersten Weltcup-Wettbewerb in der Ramsau teil und belegte dabei den 21. Platz. Im Continental Cup 2020/21 erreichte Maurus bei allen sechs Wettbewerben die Top 15 und belegte in der Gesamtwertung den elften Rang. Beim Saisonhöhepunkt, den Nordischen Skiweltmeisterschaften in Oberstdorf, gehörte sie zwar zum deutschen Aufgebot, doch kam sie außerhalb von Trainingseinheiten nicht zum Einsatz. Zum Saisonabschluss erreichte sie in Nischni Tagil an allen drei Wettkampftagen die Punkteränge und nahm schließlich in der Continental-Cup-Gesamtwertung den elften Rang ein.
Im Mai 2025 gab Maurus ihr Karriereende bekannt.

## Privates
Maurus hat einen Zwillingsbruder, durch den sie auf den Skisport aufmerksam wurde. Zudem hat sie eine jüngere Schwester. Sie besuchte das Gertrud-von-le-Fort-Gymnasium Oberstdorf, wo sie als einzige Kombiniererin im Skiinternat Oberstdorf lebte.

## Erfolge

### Continental-Cup-Siege im Einzel
| Nr. | Datum            | Ort         | Disziplin               |
| --- | ---------------- | ----------- | ----------------------- |
| 1.  | 19. Februar 2023 | Rena        | Gundersen Normalschanze |
| 2.  | 21. Januar 2024  | Klingenthal | Gundersen Normalschanze |
| 3.  | 17. Januar 2025  | Eisenerz    | Gundersen Normalschanze |
| 4.  | 31. Januar 2025  | Lillehammer | Gundersen Normalschanze |

### Continental-Cup-Siege im Team
| Nr. | Datum            | Ort      | Disziplin    |
| --- | ---------------- | -------- | ------------ |
| 1.  | 17. Februar 2024 | Eisenerz | Mixed-Team 1 |

## Statistik

### Weltcup-Platzierungen
| Saison  | Platz | Punkte |
| ------- | ----- | ------ |
| 2020/21 | 21.   | 010    |
| 2021/22 | 20.   | 067    |
| 2022/23 | 26.   | 064    |
| 2023/24 | 26.   | 129    |
| 2024/25 | 39.   | 052    |

### Grand-Prix-Platzierungen
| Saison | Platz | Punkte |
| ------ | ----- | ------ |
| 2018   | 05.   | 081    |
| 2019   | 21.   | 036    |
| 2021   | 17.   | 059    |
| 2022   | 15.   | 066    |
| 2023   | 21.   | 088    |

### Continental-Cup-Platzierungen
| Saison  | Platz | Punkte |
| ------- | ----- | ------ |
| 2017/18 | 05.   | 156    |
| 2018/19 | 06.   | 248    |
| 2019/20 | 24.   | 070    |
| 2020/21 | 11.   | 140    |
| 2021/22 | 10.   | 086    |
| 2022/23 | 01.   | 329    |
| 2023/24 | 02.   | 352    |
| 2024/25 | 01.   | 537    |

### Platzierungen bei Deutschen Meisterschaften
| Jahr und Ort              | Wettbewerb | Wettbewerb |
| Jahr und Ort              | Einzel     | Teamsprint |
| ------------------------- | ---------- | ---------- |
| 2020 Oberstdorf           | 05.        | —          |
| 2021 Oberhof/Zella-Mehlis | 10.        | —          |
| 2022 Hinterzarten         | 05.        | 03.        |
| 2023 Klingenthal          | 07.        | 03.        |
| 2024 Oberhof/Zella-Mehlis | 10.        | 05.        |